# Beira Alta

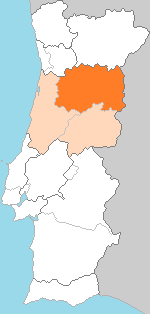
Die ehemalige portugiesische Provinz Beira Alta: Dunkelorange, in Region Beira: Hellorange.

Beira Alta (deutsch etwa: Oberes Grenzgebiet) ist eine ehemalige Provinz (oder natürliche Region) Portugals. Sie wurde ursprünglich im 19. Jahrhundert als Abtrennung eines Teils des Territoriums der ehemaligen Provinz Beira gegründet.
Die Beira Alta wurde offiziell wieder durch die Verwaltungsreform aus dem Jahr 1936 im Gegensatz zu dem Bezirk Viseu zum Distrikt Guarda. Die Provinzen von 1936 fanden fast nie Verwendung in der Praxis und verschwanden aus dem administrativen Wortschatz (aber nicht aus dem alltäglichen Wortschatz der Portugiesen) mit dem Inkrafttreten der Verfassung von 1976.
Beira Alta grenzt im Norden an Trás-os-Montes e Alto Douro, im Nordwesten an Douro Litoral, im Westen und Südwesten an Beira Litoral, im Süden an Beira Baixa und auch an die spanische Provinz Salamanca in Kastilien und León.
Es bestand aus 32 Grafschaften, die heute fast alle zu den Bezirken Guarda und Viseu und zwei weitere Landkreisen des ehemaligen Bezirks Coimbra gehören. Die Regierung von Beira Alta hatte ihren Sitz in der Stadt Viseu.
Bezirk Coimbra: Oliveira do Hospital, Tábua.
Distrikt Guarda: Aguiar da Beira, Almeida, Celorico von Beira, en Figueira Castelo Rodrigo, Fornos en Algodres, Gouveia, Guarda, Manteigas, Meda, Pinhel, Sabugal, Seia, Trancoso.
Bezirk Viseu: Carregal Sal, Castro Daire, Mangualde, Moimenta da Beira, Mortágua, There, Oliveira en Frades, Penalva do Castelo Lissabon, Santa Comba Dão, Sao Pedro do Sul Sátão, Sernancelhe, Tarouca, Tondela, Vila Nova En Paiva, Viseu, Vouzela.
Für einige Geographen gilt die Provinz, zusammen mit dem Beira Baixa, und manchmal auch unter Einbeziehung von Beira Trasmontana als eine größere geographische Einheit: Beira Interior.
Derzeit ist ihr Hoheitsgebiet geteilt durch die Regionen Nord und Mitte, die zu einem Teil zu der Subregion Douro (Räte der Moimenta von Beira, Lissabon und Sernancelhe Tarouca) gehören und zum anderen Teil zu den Subregionen von Beira Interior Nord, Cova Da Beira, Die Tell – Lafões und ein kleiner Teil sogar zu der Pinhal Interior Norte. Es ist ein Teil der Subregion um Douro (bestehend aus Moimenta Beira, Penedono, Sernancelhe und Tarouca), und zum Zweiten ein Anteil der Subregionen Da Beira Interior Norte, Cova DA Beira und Dão Lafões.